# Nathan Haas
Pour les articles homonymes, voir Haas.
Nathan Haas, né le 12 mars 1989 à Brisbane, est un coureur cycliste australien, professionnel de 2012 à 2021.

## Biographie

### 2012-2015: premières années chez Garmin
Nathan Haas rejoint l'équipe américaine Garmin-Barracuda en 2012, pour ce qui est sa première année chez les professionnels. Il remporte en fin de saison le classement général du Tour de Grande-Bretagne.
Après une saison 2013 où son seul résultat notable est une sixième place au classement général du Tour de Langkawi, il réalise une belle saison 2014 en se classant cinquième du Tour Down Under, sixième de la Flèche brabançonne et douzième du Critérium international. Il remporte également une étape sur le Herald Sun Tour et la Japan Cup en fin de saison.
En 2015, il termine troisième de la Cadel Evans Great Ocean Road Race, cinquième du Circuit de la Sarthe et sixième de la Flèche brabançonne pour la seconde année consécutive. Il réalise également un beau Tour de Romandie trois top 10 sur les trois premières étapes.
Fin 2015, il signe un contrat avec l'équipe Dimension Data.

### 2016-2017: expérience concluante avec Dimension Data
Début 2016, il termine quatrième du championnat d'Australie sur route puis sixième de la Cadel Evans Great Ocean Road Race. En forme sur le Tour de Burgos en août, il remporte la 4e étape. Au départ de la Vuelta, il prend la cinquième place de la 4e étape. Il termine ensuite sixième du Grand Prix de Québec et cinquième du Grand Prix de Montréal.
Nathan Haas effectue un très bon début de saison 2017 sur ses terres australiennes : médaillé de bronze du championnat d'Australie sur route, quatrième du Tour Down Under et septième de la Cadel Evans Great Ocean Road Race. En février, il prend la dixième place du Tour d'Oman. Début avril, il termine quatrième de l'Amstel Gold Race, remportée par Philippe Gilbert. Il vient ensuite chercher la quatrième place de la 3e étape du Tour d'Italie. Au mois d'août, la presse annonce que le coureur australien quitte l'équipe Dimension Data pour rejoindre la formation Katusha-Alpecin.

### 2018-2019: passage chez Katusha-Alpecin
Début janvier 2018, il termine cinquième du championnat d'Australie, sur l'épreuve en ligne ainsi que le contre-la-montre individuel. En février, il réalise un bon Tour d'Oman en remportant la 2e étape et en terminant cinquième du classement général. En juin, il est l'auteur d'un bon Tour de Suisse avec deux podiums au cours de l'épreuve. En septembre, il prend la huitième place du Grand Prix de Québec puis la onzième place du Grand Prix de Montréal. Au départ du Tour de Turquie début octobre, il vient chercher la troisième place finale de l'épreuve.
Sa saison 2019 est plus décevante, avec comme seuls résultats notables une quatrième place sur le championnat d'Australie du contre-la-montre en janvier et une neuvième place sur le Tour de Cologne en juin.

### 2020-2021: fin de carrière chez Cofidis
En 2020, après avoir rejoint l'équipe française Cofidis, il se classe dix-neuvième de la Bretagne Classic remportée par son compatriote Michael Matthews. En 2021, il vient chercher la dixième place de Paris-Camembert.
Il met un terme à sa carrière fin 2021 afin de se consacrer au gravel.

## Palmarès, résultats et classements mondiaux

### Palmarès
- 2008
  - 2e du Tour de Bright
- 2010
  - 9e étape du Tour de Tasmanie
- 2011
  - National Road Series
  - Mersey Valley Tour :
    - Classement général
    - 1re et 2e étapes

  - Tour de Canberra :
    - Classement général
    - 2e étape

  - 4e étape du Tour de Toowoomba
  - Tour du Gippsland
  - Tour de Geelong
  - Goulburn to Sydney Classic
  - Tour de Tasmanie :
    - Classement général
    - 10e étape

  - Classement général du Herald Sun Tour
  - Japan Cup
  - 2e de l'UCI Oceania Tour
  - 2e du championnat d'Australie sur route espoirs
  -  Médaillé d'argent du championnat d'Océanie sur route espoirs
  - 2e de la Baw Baw Classic
  - 2e de la Melbourne to Warrnambool Classic
- 2012
  - 2e étape du Tour de l'Utah (contre-la-montre par équipes)
  - Classement général du Tour de Grande-Bretagne[5],[6]
- 2014
  - 1re étape du Herald Sun Tour
  - Japan Cup
  - 5e du Tour Down Under
- 2015
  - 3e de la Cadel Evans Great Ocean Road Race
- 2016
  - 4e étape du Tour de Burgos
  - 5e du Grand Prix cycliste de Montréal
  - 6e du Grand Prix cycliste de Québec
- 2017
  - 3e du championnat d'Australie sur route
  - 4e du Tour Down Under
  - 4e de l'Amstel Gold Race
  - 7e de la Cadel Evans Great Ocean Race
- 2018
  - 2e étape du Tour d'Oman
  - 3e du Tour de Turquie
  - 8e du Grand Prix cycliste de Québec

### Résultats sur les grands tours

#### Tour de France
1 participation
- 2015 : abandon (17e étape)

#### Tour d'Italie
4 participations
- 2013 : abandon (16e étape)
- 2014 : 104e
- 2017 : abandon (11e étape)
- 2020 : 119e

#### Tour d'Espagne
2 participations
- 2014 : 143e
- 2016 : abandon (12e étape)

### Classements mondiaux
| Année                                 | 2011 | 2012 | 2013 | 2014 | 2015 | 2016  | 2017 | 2018  | 2019 | 2020 | 2021  |
| ------------------------------------- | ---- | ---- | ---- | ---- | ---- | ----- | ---- | ----- | ---- | ---- | ----- |
| UCI World Tour                        |      | nc   | nc   | 84e  | 204e | 85e   | 50e  | 74e   |      |      |       |
| Classement mondial                    |      |      |      |      |      | 117e  | 72e  | 97e   | 669e | 250e | 1319e |
| UCI Europe Tour                       | nc   |      |      |      |      | 1116e | nc   | 1538e |      |      |       |
| UCI Asia Tour                         | nc   |      |      |      |      | 476e  | 199e | 65e   |      |      |       |
| UCI America Tour                      | nc   |      |      |      |      | 452e  | nc   | nc    |      |      |       |
| UCI Oceania Tour                      | 2e   |      |      |      |      | 14e   | 24e  | 27e   | 39e  | 20e  | 52e   |
|                                       |      |      |      |      |      |       |      |       |      |      |       |
| Légende : nc = non classéSource : UCI |      |      |      |      |      |       |      |       |      |      |       |